# Pyrenopeziza polygoni
Pyrenopeziza polygoni är en svampart som först beskrevs av Wilhelm Gottfried Lasch, och fick sitt nu gällande namn av Gremmen 1958. Pyrenopeziza polygoni ingår i släktet Pyrenopeziza, ordningen disksvampar, klassen Leotiomycetes, divisionen sporsäcksvampar och riket svampar.   Inga underarter finns listade i Catalogue of Life.